# Multidimensional Expressions
Multidimensional Expressions (MDX) – język zapytań dla wielowymiarowych struktur OLAP pozwalający na zadawanie zapytań online w kostkach analitycznych.
Język stworzony przez grupę inżynierów Microsoft i po raz pierwszy przedstawiony w 1997 roku razem z OLE DB for OLAP. Po opublikowaniu specyfikacji w 1999 roku zaczął być wykorzystywany przez wielu innych producentów rozwiązań OLAP.
MDX wzorowany jest na języku T-SQL i jest jego rozwinięciem wielowymiarowym.